# Суслены
Суслены, Суслень (рум. Susleni) — село в Оргеевском районе Молдавии. Относится к сёлам, не образующим коммуну.

## Археология
В окрестностях села Суслены обнаружены следы человеческих поселений, датированных эпохой энеолита.
В 1959 году на дороге, связывающей села Суслень и Требужень, в месте под названием Fîntîna Joei (Колодец Жои) были найдены следы, свидетельствующие о гетском поселении IV—III веков до н. э. Оно располагалось вдоль дороги в направлении север — юг, занимало 380 метров в длину и 140 метров в ширину. Здесь же в 1961 году были обнаружены фрагменты керамики, характерные для культур Поенешть-Лукэшеука (конец III — начало II веков до н. э.) и Сынтана де Муреш-Черняховского (III—IV века н. э.).
На территории села расположен курган, который, по мнению археологов, является погребением, оставшимся от кочевников, пересекающих эту зону в эпоху великих переселений народов. Местные жители называют этот археологический памятник La Movilă (У Кургана). В настоящее время вследствие ежегодных сельскохозяйственных работ высота кургана почти выровнялась с остальной площадью поля и не превышает одного метра.

## История
Первое документальное свидетельство о селе Суслень относится к 1587 году.
По данным Бессарабской переписи населения 1817 года:
- Село Суслены относится к Луговому округу Оргеевского уезда. Две части вотчины принадлежат постельничему Павлу Макареско, а третья часть — резешская.
- Состояние села разряда В (посредственное). Земли пахотной и пастбища вдоволь. Леса весьма мало, равно как и сенокоса. Добывают пропитание по другим вотчинам. Имеют всего 20 садов.
- Статистика духовного сословия: 3 священника, 3 диакона, 3 дьячка, 2 пономаря, 2 церковных старосты.
- Статистика высшего сословия: 8 постельников-мазылов, 7 рупташей, 1 вдова рупташа, 10 рупташей де вист.
- Статистика низшего сословия: хозяйства царан — 94.

Всего: 132 мужских хозяйства и 1 вдовье хозяйство.
Согласно спискам населенных мест Бессарабской губернии за 1859 год, Суслены — владельческое и резешское село при колодцах в 269 дворов. Население составляло 1391 человек (698 мужчин, 693 женщины). Село входило в состав Оргеевского уезда Бессарабской губернии. Имелась одна православная церковь.
По данным справочника «Волости и важнейшие селения Европейской России» за 1886 год, имелись Высшие и Низшие Суслены. Высшие Суслены — резешское село при урочище Воля-Редюй-Богуш с 179 дворами и 1428 жителями, административный центр Сусленской волости Оргеевского уезда.
С ноября 1940 года по январь 1956 года Суслены — административный центр одноимённого района.

## География
Село расположено в 14 км к северо-востоку от Оргеева и в 5 км от реки Днестр на высоте 185 метров над уровнем моря.

## Население
По данным переписи населения 2004 года, в селе Суслень проживает 4661 человек (2242 мужчины, 2419 женщин).
Этнический состав села:
| Национальность | Число жителей | Процентный состав |
| -------------- | ------------- | ----------------- |
| молдаване      | 4486          | 96,25             |
| румыны         | 127           | 2,72              |
| русские        | 20            | 0,43              |
| украинцы       | 17            | 0,36              |
| цыгане         | 1             | 0,02              |
| гагаузы        | 1             | 0,02              |
| прочие         | 9             | 0,19              |
| Всего          | 4661          | 100 %             |

## Социальная сфера
В селе работает лицей им. Василе Лупу, средняя школа и детский сад.
Имеется две церкви: «Успения Богородицы» и «Чуда архангела Михаила в Колоссах».

## Известные уроженцы
- Карин, Фёдор Яковлевич (То́дрес Я́нкелевич Крутя́нский, 1896—1937) — советский разведчик-нелегал.
- Курбет, Владимир Козьмович (1930—2017) — балетмейстер, хореограф, народный артист СССР (1981).
- Садовник, Юрий Петрович (1951—2021) — молдавский  музыкант.
- Харя, Василий (1895—1987) — педагог, филолог, профессор румынского языка филологического факультета Ясского университета имени А. И. Кузы.